# Deutscher Alterssurvey
Der Deutsche Alterssurvey (DEAS) ist eine sozialwissenschaftliche Erhebung zum Thema Alter in Deutschland. Es handelt sich hierbei um eine bundesweit repräsentative Quer- und Längsschnittbefragung von Personen in der zweiten Lebenshälfte, das heißt Menschen, die 40 Jahre oder älter sind.

## Förderung, Geschichte und Aufbau der Studie
Der Deutsche Alterssurvey (DEAS) wird aus Mitteln des Bundesministeriums für Familie, Senioren, Frauen und Jugend (BMFSFJ) gefördert. Er wurde erstmals im Jahr 1996 realisiert – damals in Zusammenarbeit der Forschungsgruppe Alter und Lebenslauf der FU Berlin, der Forschungsgruppe Psychogerontologie der Universität Nijmegen und infas Institut für angewandte Sozialwissenschaft, Bonn. Im Jahr 2000 ging die Studie an das Deutsche Zentrum für Altersfragen (DZA), Berlin, wo sie weiterentwickelt und auf eine langfristige Basis gestellt wurde. Es folgten Befragungen in den Jahren 2002, 2008, 2011, 2014, 2017, 2020/2021 und 2023. Mit der Feldarbeit ist weiterhin das infas Institut für angewandte Sozialwissenschaft betraut. Seit dem Jahr 2008 wird das DEAS-Panel (also die Wiederholungsbefragung) alle drei Jahre erhoben, um individuelle Entwicklungen zeitnaher abbilden zu können. Neue bevölkerungsrepräsentative Basisstichproben werden weiterhin im Sechs-Jahres-Rhythmus erhoben. Mittlerweile lassen sich gesellschaftliche wie individuelle Entwicklungen über einen Zeitraum von über 25 Jahren mit Daten des Deutschen Alterssurveys betrachten.
Zentrale Befunde werden seit 2020 in Ausgaben der Zeitschrift DZA Aktuell veröffentlicht. 

## Themenspektrum
Viele Fragen aus der Ersterhebung im Jahre 1996 wurden aus Gründen der Vergleichbarkeit in die späteren Befragungen übernommen. In Teilbereichen aber werden die Instrumente von Erhebungswelle zu Erhebungswelle modifiziert und entsprechend der aktuellen Forschungsbedarfe erweitert. Insbesondere für Personen, die erneut an der Befragung teilnehmen, wird das Befragungsinstrument gekürzt, um unveränderte Lebensumstände nicht erneut zu erfassen. Insgesamt werden die Teilnehmer zu den folgenden Themengebieten befragt:
- Arbeit und Ruhestand, Übergänge, Alterssicherung
- Einkommen, Vermögen, Altersarmut, Erbschaften
- Freiwilliges Engagement, Ehrenamt, Partizipation
- Digitalisierung und Technik
- Soziale Beziehungen: Familie, Partnerschaft, Freunde und Freundinnen, Einsamkeit
- Informelle Hilfe, Unterstützung und Pflege durch Angehörige
- Gesundheit, Wohlbefinden, Lebenszufriedenheit
- Altersbilder, Altersdiskriminierung, Einstellungen
- Wohnen und Wohnfeld

Seit Sommer 2020 werden auch die Folgen der COVID-19-Pandemie auf den Alltag und die Lebenssituation von Menschen in der zweiten Lebenshälfte erhoben. Damit deckt der DEAS ein breites Themenspektrum ab. Die Studie widmet sich der übergreifenden Fragestellung des Zusammenwirkens von sozialer Differenzierung, sozialen Ungleichheitspositionen und Lebensqualität im Alter. Dabei werden grundsätzlich zwei zeitliche Perspektiven berücksichtigt: der soziale Wandel einerseits und individuelle Entwicklungsverläufe andererseits. Hierbei erfolgt eine interdisziplinäre Verknüpfung vor allem von sozialpolitischen, gerontologischen, soziologischen, psychologischen, ökonomischen und pflegewissenschaftlichen Fragestellungen.

## Design
Aus den Erhebungswellen der Jahre 1996 bis 2020 liegen aktuell folgende Stichproben vor:
Welle I (1996)
- Basisstichprobe B-1996: disproportional     nach Alter (40-54, 55-69, 70-85 Jahre), Geschlecht und Landesteil (Ost,     West) geschichtete Melderegisterstichprobe der in Privathaushalten     lebenden deutschen Bevölkerung der Geburtsjahrgänge 1911-1956 (n=4.838)

Welle II (2002)
- Panelstichprobe P-1996-2002 der     im Jahr 2002 erneut befragten Untersuchungsteilnehmerinnen und     Untersuchungsteilnehmer aus B-1996 (n=1.524)
- Basisstichprobe B-2002: analog     zu B-1996 gezogene Stichprobe der Geburtsjahrgänge 1917-1962 in den     gleichen Gemeinden wie Welle 1 (n=3.084)
- Ausländerstichprobe A-2002:     Zufallsstichprobe der in Privathaushalten lebenden nichtdeutschen     Bevölkerung der Geburtsjahrgänge 1917-1962 in den gleichen Gemeinden wie     Welle 1 (n=586)

Welle III (2008)
- P-1996-2002-2008 der im Jahr 2008 erneut befragten Untersuchungsteilnehmerinnen und Untersuchungsteilnehmer aus B-1996 (n=991)
- P-2002-2008 der im Jahr 2008 erneut befragten Untersuchungsteilnehmerinnen und Untersuchungsteilnehmer mit deutscher Staatsangehörigkeit aus B-2002 (n=1.000)
- B-2008: analog zu B-1996 und B-2002 gezogene Stichprobe der Geburtsjahrgänge 1923-1968 in den gleichen Gemeinden wie in den Vorwellen (n=6.205)

Welle IV (2011)
- Panelstichprobe     P-1996-2002-2008-2011 der im Jahr 2011 erneut befragten     Untersuchungsteilnehmerinnen und Untersuchungsteilnehmer aus B-1996     (n=1.040)
- Panelstichprobe     P-2002-2008-2011 der im Jahr 2011 erneut befragten     Untersuchungsteilnehmerinnen und Untersuchungsteilnehmer mit deutscher     Staatsangehörigkeit aus B-2002 (n=957)
- Panelstichprobe P-2008-2011 der     im Jahr 2011 erneut befragten Untersuchungsteilnehmerinnen und     Untersuchungsteilnehmer aus B-2008 (n=2.858)

Welle V (2014)
- Panelstichprobe     P-1996-2002-2008-2011-2014 der im Jahr 2014 erneut befragten Untersuchungsteilnehmerinnen     und Untersuchungsteilnehmer aus B-1996 (n=887)
- Panelstichprobe     P-2002-2008-2011-2014 der im Jahr 2014 erneut befragten     Untersuchungsteilnehmerinnen und Untersuchungsteilnehmer aus B-2002     (n=866)
- Panelstichprobe     P-2008-2011-2014 der im Jahr 2014 erneut befragten     Untersuchungsteilnehmerinnen und Untersuchungsteilnehmer aus B-2008     (n=2.569)
- Basisstichprobe B-2014: analog     zu B-1996, B-2002 und B-2008 gezogene Stichprobe der Geburtsjahrgänge     1929-1974 in den gleichen Gemeinden wie in den Vorwellen (n=6.002)

Welle VI (2017)
- Panelstichprobe     1996-2002-2008-2011-2014-2017 (P-1996-2002-2008-2011-2014-2017) der im     Jahr 2017 erneut befragten Untersuchungsteilnehmerinnen und     Untersuchungsteilnehmer aus B-1996 (n=712)
- Panelstichprobe 2002-2008-2011-2014-2017     (P-2002-2008-2011-2014-2017) der im Jahr 2017 erneut befragten     Untersuchungsteilnehmerinnen und Untersuchungsteilnehmer mit deutscher     Staatsangehörigkeit aus B-2002 (n=704)
- Panelstichprobe     2008-2011-2014-2017 (P-2008-2011-2014-2017) der im Jahr 2017 erneut     befragten Untersuchungsteilnehmerinnen und Untersuchungsteilnehmer aus     B-2008 (n=2.109)
- Panelstichprobe 2014-2017     (P-2014-2017) der im Jahr 2017 erneut befragten     Untersuchungsteilnehmerinnen und Untersuchungsteilnehmer aus B-2014 (n=3.101)

Kurzbefragung (2020)
- Panelstichprobe     P-1996-2002-2008-2011-2014-2017-2020 der im Jahr 2020 erneut befragten     Untersuchungsteilnehmerinnen und Untersuchungsteilnehmer aus B-1996     (n=539)
- Panelstichprobe     P-2002-2008-2011-2014-2017-2020 der im Jahr 2020 erneut befragten     Untersuchungsteilnehmerinnen und Untersuchungsteilnehmer mit deutscher     Staatsangehörigkeit aus B-2002 (n=525)
- Panelstichprobe     P-2008-2011-2014-2017-2020 der im Jahr 2020 erneut befragten     Untersuchungsteilnehmerinnen und Untersuchungsteilnehmer aus B-2008     (n=1.549)
- Panelstichprobe     P-2014-2017-2020 der im Jahr 2020 erneut befragten     Untersuchungsteilnehmerinnen und Untersuchungsteilnehmer aus B-2014     (n=2.210)

Welle VII (2020/21)
- Panelstichprobe     P-1996-2002-2008-2011-2014-2017-2020-2020/21 der im Jahr 2020/21 erneut befragten Untersuchungsteilnehmerinnen und Untersuchungsteilnehmer aus B-1996 (n=554)
- Panelstichprobe     P-2002-2008-2011-2014-2017-2020-2020/21 der im Jahr 2020/2021 erneut befragten Untersuchungsteilnehmerinnen und Untersuchungsteilnehmer mit deutscher Staatsangehörigkeit aus B-2002 (n=572)
- Panelstichprobe     P-2008-2011-2014-2017-2020-2020/21 der im Jahr 2020/21 erneut befragten Untersuchungsteilnehmerinnen und Untersuchungsteilnehmer aus B-2008 (n=1.717)
- Panelstichprobe     P-2014-2017-2020-2020/21 der im Jahr 2020/21 erneut befragten Untersuchungsteilnehmerinnen und Untersuchungsteilnehmer aus B-2014 (n=2.559)

Die weitere Erhebung fand im 2023 statt, deren Auswertung begann.

## Ergebnisse
Die Daten des Alterssurveys werden in Form von DZA Aktuell, Sammelbänden, Zeitschriftenaufsätzen und Pressemitteilungen der Öffentlichkeit und dem wissenschaftlichen Publikum bereitgestellt. Die DZA Aktuell mit den aktuellsten Ergebnissen stehen kostenfrei als PDF zur Verfügung.
Zudem stellt das Forschungsdatenzentrum des Deutschen Zentrums für Altersfragen (FDZ-DZA) der Forschung die Mikrodaten des Deutschen Alterssurveys (DEAS) für wissenschaftliche Zwecke kostenfrei zur Verfügung und berät Wissenschaftler bei deren Verwendung.